# Here to Stay (песня Korn)
«Here to Stay» (с англ. — «Останусь здесь») — песня ню-метал-группы Korn, открывающий трек и дебютный сингл с их пятого студийного альбома Untouchables. Песня выиграла премию Грэмми в 2003 в категории «Лучшее метал-исполнение», премию «Лучшее международное видео» на MuchMusic в 2002 и была номинирована как «Лучшее рок-видео» на MTV в 2002. Видеоклип, снятый братьями Хьюз, стал очень успешным, и часто транслировался на MTV и MuchMusic. В клипе показывались музыканты группы на экране телевизора вперемешку с кадрами мировых катаклизмов и происшествий. Песня стала элементом обязательной программы на концертных выступлениях группы по сей день.

## Список композиций
1. «Here to Stay» — 4:31
2. «Here to Stay» (T Ray’s Mix) — 4:20
3. «Here to Stay» (BT’s Managed Anger Mix) — 9:41
4. «Here to Stay» (видео) — 4:31

## Музыкальное видео
Видео изображает мальчика, смотрящего послание, влияющее на подсознание, пока каналы переключаются между шоу (которые показывают события, происходящие в мире) и группой, которая играет в телевизоре на фоне статичных декораций. В конце видео Дэвис забирает мальчика внутрь телевизора. Также в видео на «Here to Stay» впервые показана уникальная микрофонная стойка Дэвиса, разработанная Г. Р. Гигером. А также есть альтернативная версия клипа в том-что в начале как в концовке первой версии Дэвис забирает мальчика внутрь телевизора, и группа играет внутри телевизора, а не снаружи. А также те кадры были в первой версии убраны и удалены матерные слова. А концовка видео отличается от оригинала в том-что все участники уходят после песни

## Участие в чартах
| Чарт (2002)                              | Наивысшая позиция |
| ---------------------------------------- | ----------------- |
| Australia (ARIA)                         | 12                |
| Austria (Ö3 Austria Top 40)              | 44                |
| Brazil (ABPD)                            | 82                |
| Canada (Jam! CANOE)                      | 21                |
| Finland (Suomen virallinen lista)        | 7                 |
| Germany (Media Control AG)               | 35                |
| Ireland (IRMA)                           | 15                |
| Italy (FIMI)                             | 12                |
| Netherlands (MegaCharts)                 | 58                |
| Switzerland (Schweizer Hitparade)        | 34                |
| UK Singles (The Official Charts Company) | 12                |
| US Billboard Hot 100                     | 72                |
| US Mainstream Rock Songs (Billboard)     | 4                 |
| US Alternative Songs (Billboard)         | 4                 |